# Grabentechnik
Die Grabentechnik (englisch trench technology) ist ein Halbleiterherstellungsprozess, der insbesondere bei der Herstellung von DRAM Verwendung findet. Zentrales Element dieser Technik ist der (tiefe) Graben- bzw. Lochkondensator.

## Beschreibung

Querschnitt (Schema) einer DRAM-Zelle in Planar-Technologie. Der Kondensator ist als „Grabenkondensator mit Polysilizium-Platte“.

Die in der Grabentechnik genutzten Gräben werden durch reaktives Ionenätzen in den Silizium-Wafer geätzt, anschließend innen mit einem Dielektrikum beschichtet und mit einem elektrisch leitfähigen Material, so dass ein Kondensator entsteht. Die entstehenden Gräben können ein Aspektverhältnis (Verhältnis Tiefe zu Öffnungsdurchmesser) von bis zu 70:1 (tiefe Gräben, deep trench; Stand 2004) aufweisen. Dies ermöglicht bei wenig Platzverbrauch eine ausreichend große Oberfläche für den Speicherkondensator für DRAM-Zellen und somit die notwendigen Kapazitäten zu erreichen.
Eine mögliche Anwendung für solche Grabenkondensatoren ist der Einsatz als Speicherkondensator in DRAM-Zellen. Da die präzise Fertigung tiefer Gräben/Löcher und die Beschichtung der Innenseiten sehr kompliziert ist, nutzt sie heutzutage (2009) keiner der größeren Speicherhersteller mehr. Stattdessen nutzen diese die sogenannte Stack-Technik, bei der der Speicherkondensator oberhalb, das heißt in aufgebrachten Schichten, aufgebaut wird. Der letzte größere Hersteller mit Grabentechnik war Qimonda, der 2008 mit der Entwicklung der Buried-Wordline-Technik ebenfalls auf eine Stack-Kondensator umgestiegen ist.
In der BCD-Technologie werden tiefe Gräben genutzt, um das Substratmaterial von der Vorderseite zu kontaktieren und Bauelemente/Baugruppen auch im Bereich der tiefen Wannen elektrisch voneinander zu isolieren. Sie erfüllen somit eine ähnliche Funktion wie die flachen Gräben in planaren CMOS-Schaltkreisen und werden in Anlehnung daran auch als tiefe Grabenisolation (deep trench isolation) genannt.